# 三ツ鳥居

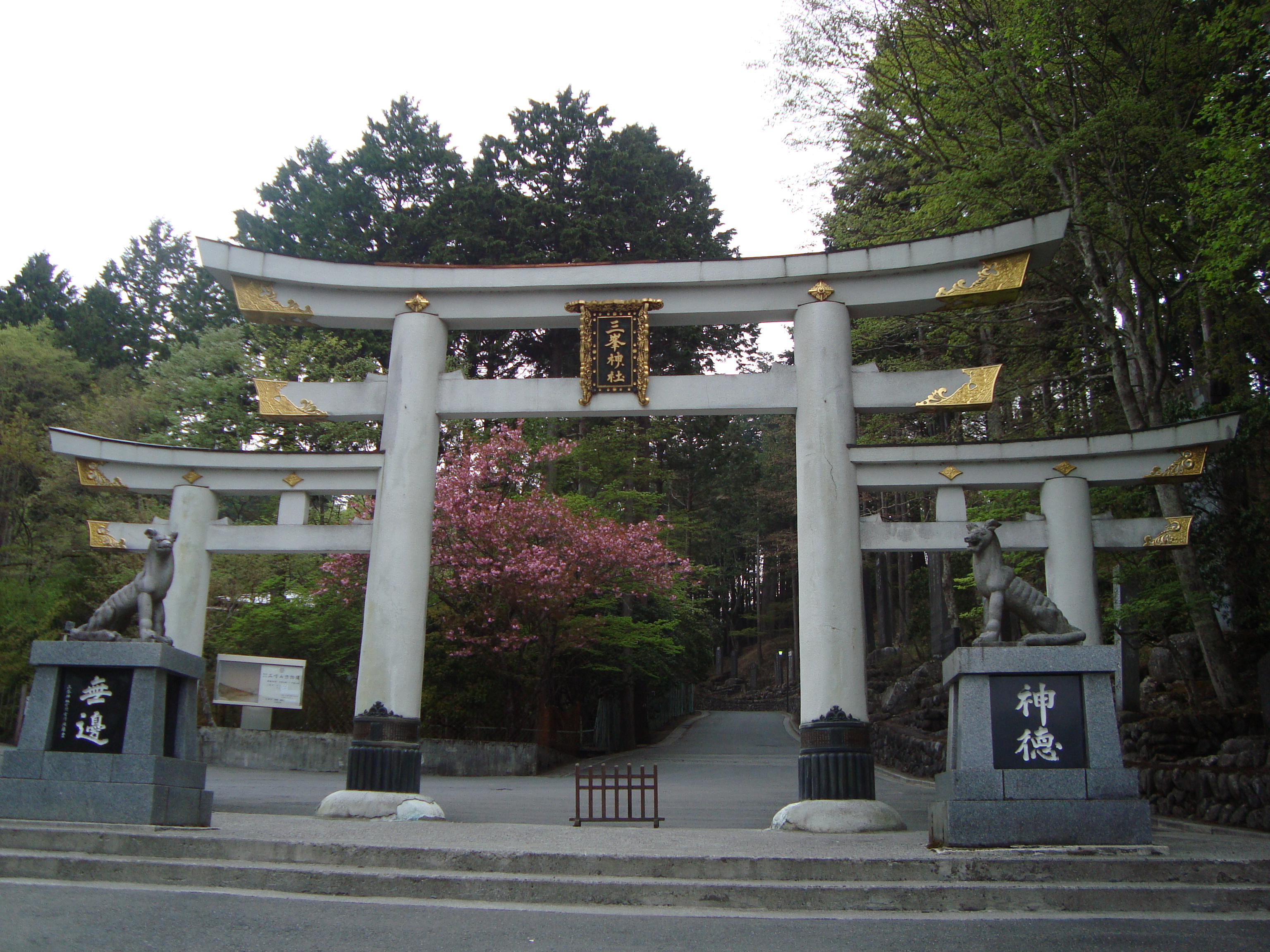
三峯神社の三ツ鳥居

三ツ鳥居（みつとりい）は、鳥居の様式の1つである。三輪鳥居（みわとりい）ともいう。
1つの明神鳥居の両脇に、小規模な2つの鳥居を組み合わせたものである。

## 日本の三ツ鳥居
- 三峯神社（埼玉県秩父市）
- 三輪神社（東京都中央区） - ギンザコマツ西館屋上
- 牛嶋神社（東京都墨田区）
- 和納三社神社（新潟県新潟市西蒲区）
- 神明宮（新潟県長岡市）
- 美和神社（長野県長野市）
- 三輪神社（岐阜県揖斐郡揖斐川町）
- 愛宕神社（静岡県静岡市）
- 神神社（静岡県藤枝市）
- 三輪神社（愛知県名古屋市中区）
- 伊香具神社（滋賀県長浜市）
- 今宮戎神社（大阪府大阪市浪速区）
- 坐摩神社（大阪府大阪市中央区）
- 大神神社（奈良県桜井市） - 三ツ鳥居の形式ができた年代や由来については不明である[2]。なお、三輪山山中の禁足地にある三ツ鳥居は重要文化財に指定されている。
- 檜原神社（奈良県桜井市） - 大神神社の本社周辺にある摂社
- 長浜神社（島根県出雲市）
- 赤嵜神社（山口県山陽小野田市）
- 白峰宮（香川県坂出市） - 赤い大鳥居井の両脇の小鳥居は、包み込むように少し内側に閉じている。
- 加麻良神社（香川県観音寺市）
- 八幡古表神社（福岡県築上郡吉富町） - 境内には「明治九年奉献」と「平成四年奉献」の二つの三ツ鳥居が見られる。
- 宝満神宮寺（福岡県糟屋郡須恵町大字上須恵） - 境内にある「和の宮」の磐座を赤い三ツ鳥居が守っている。
- 八天神社（佐賀県嬉野市） - 三ツ鳥居は「殷の鳥居（瀛の鳥居）」と呼ばれる。

## ギャラリー

檜原神社（奈良県）
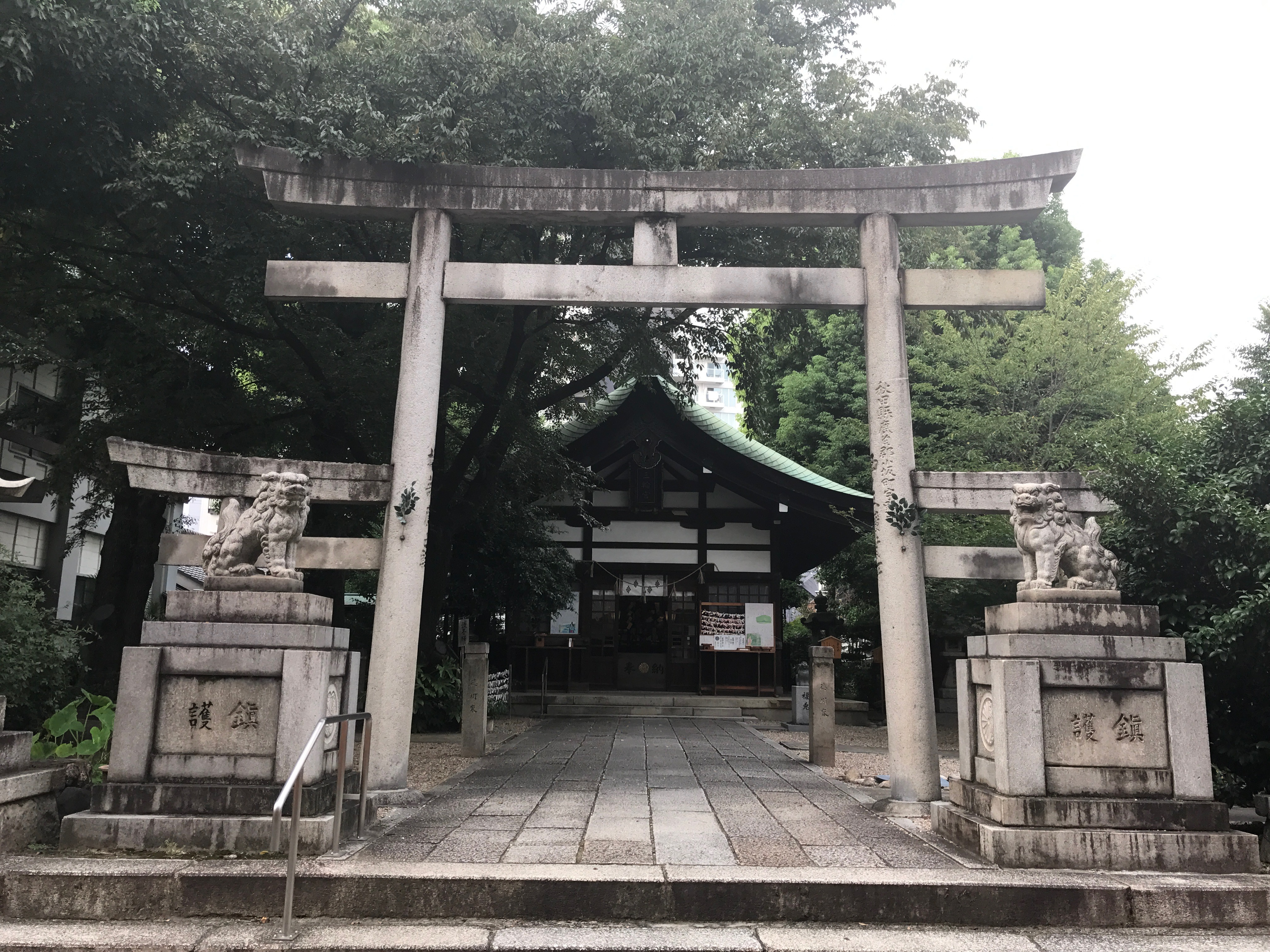
三輪神社（名古屋）
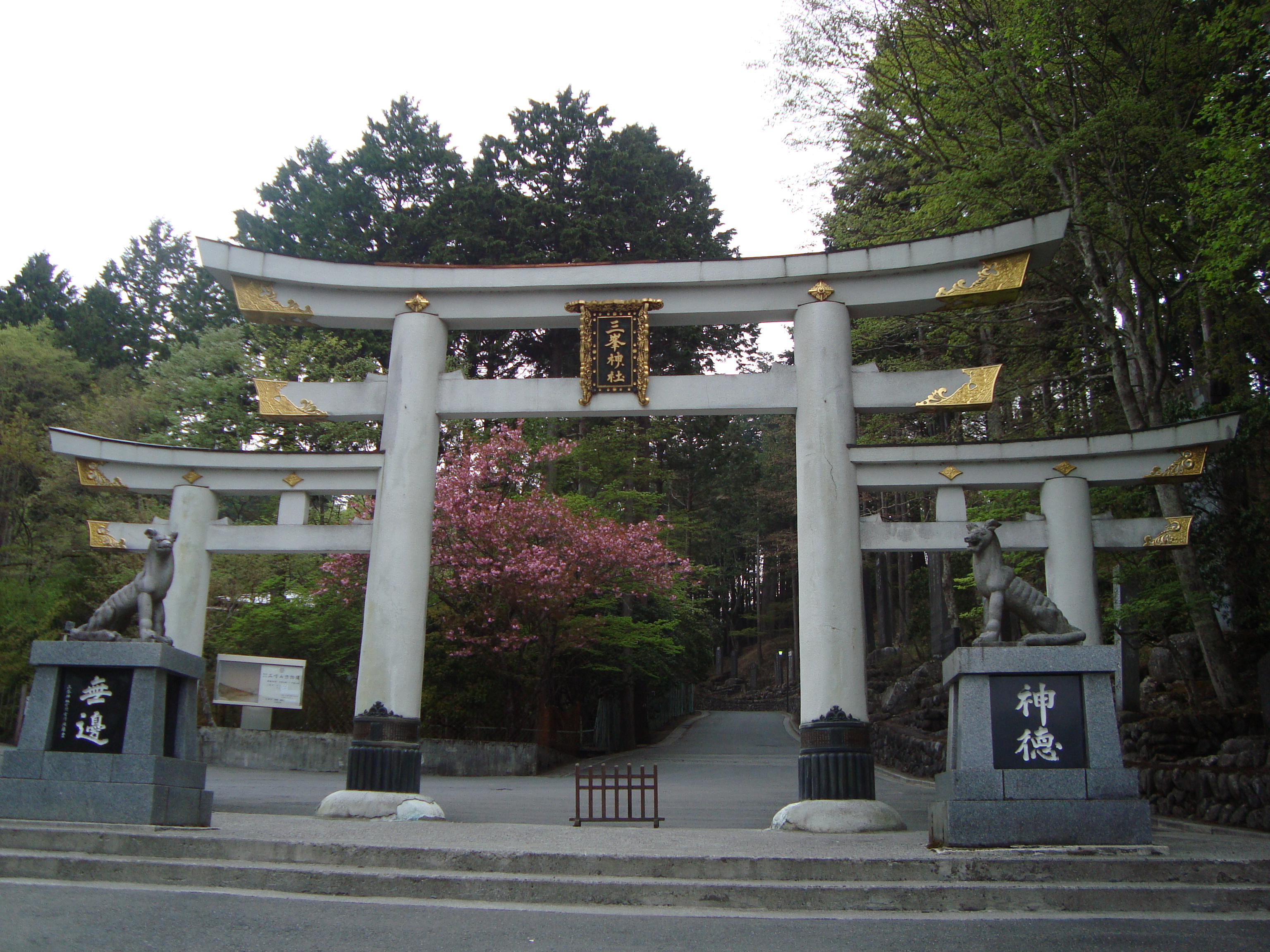
三峯神社（埼玉県）
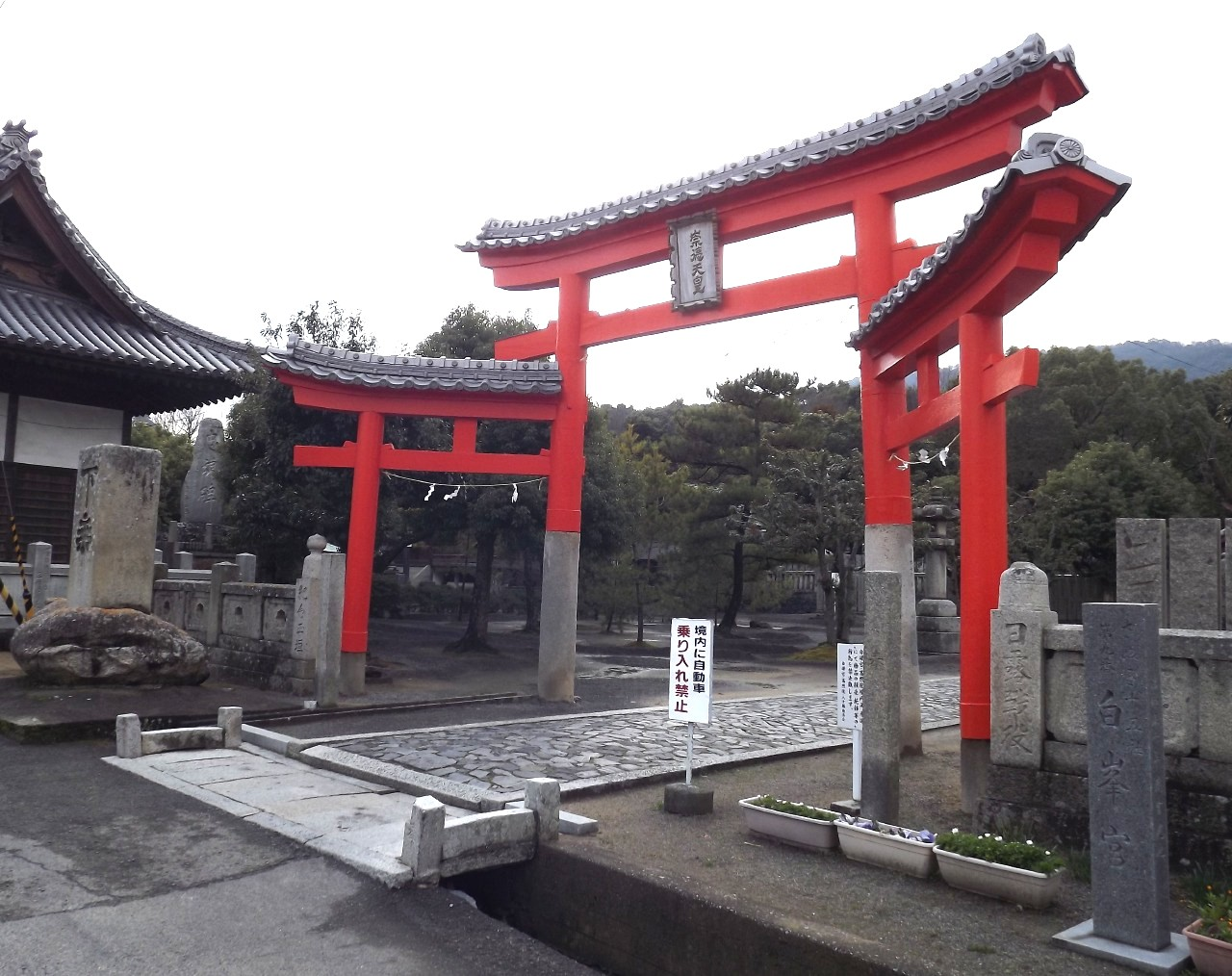
白峰宮 （香川県）
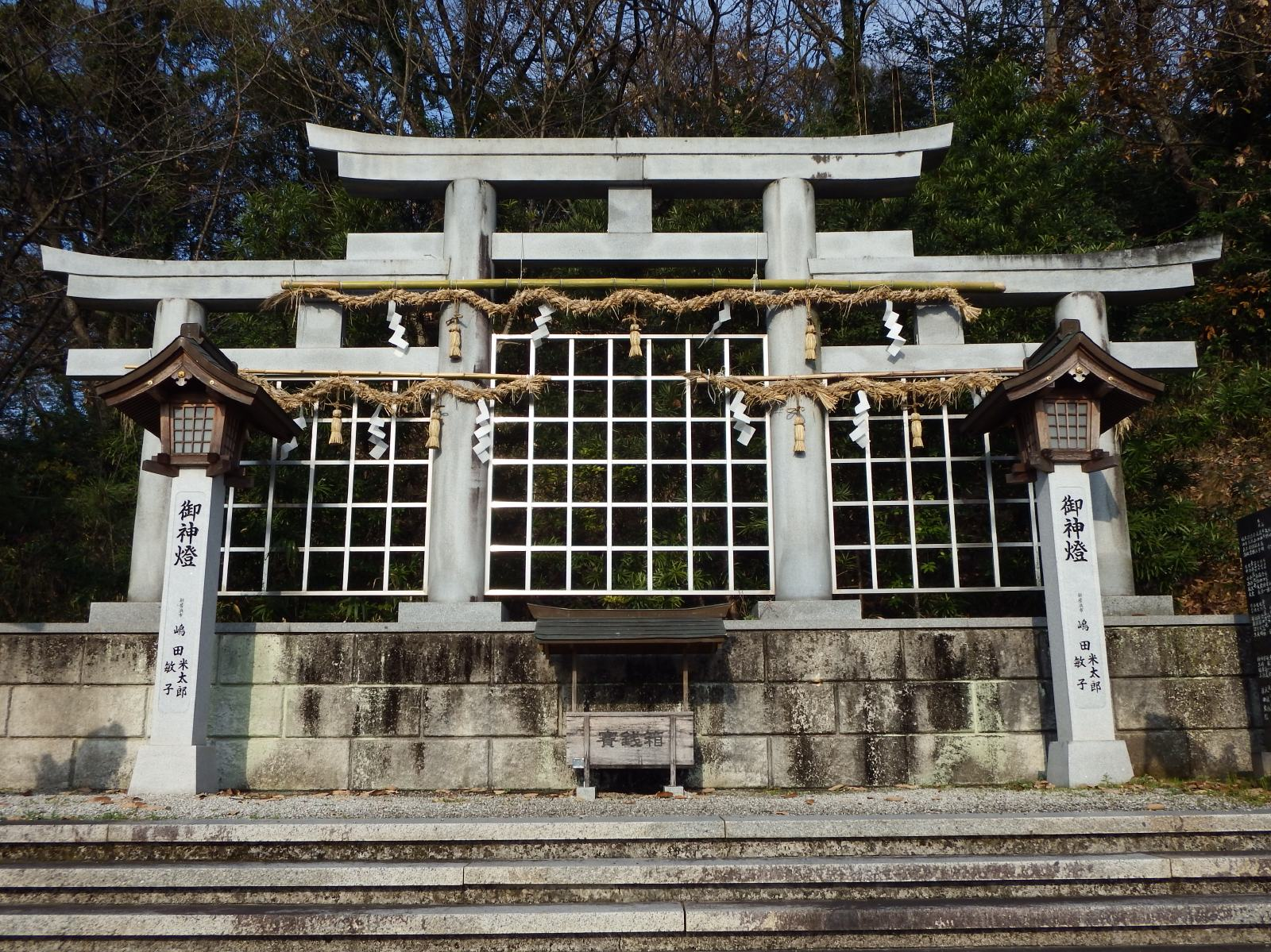
加麻良神社（香川県）
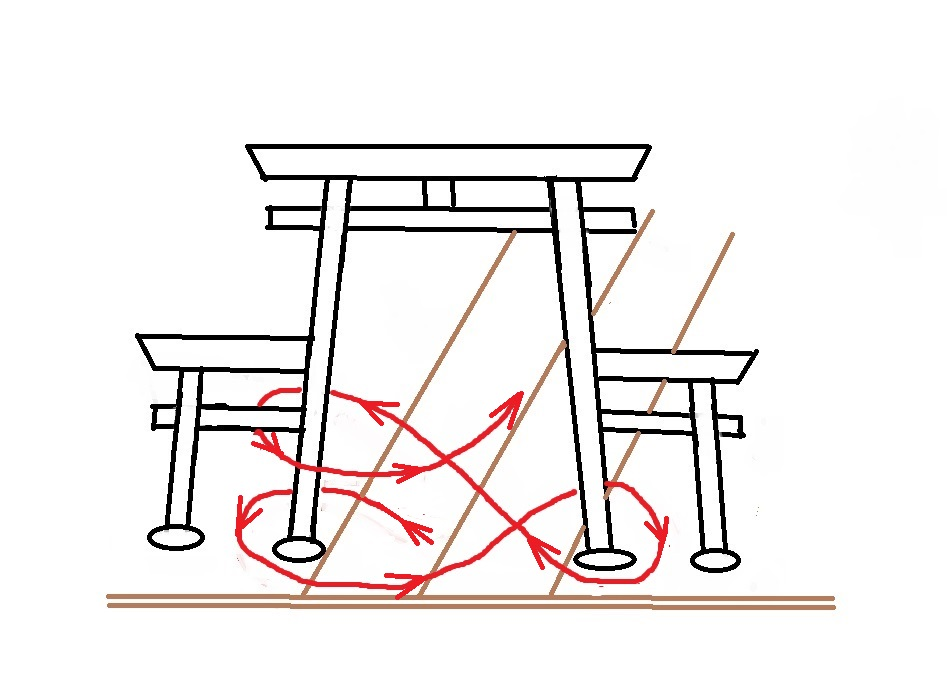
三ツ鳥居の正式な通り方